# Daniela Arias
Daniela Arias (Bucaramanga, 31 de agosto de 1994) es una futbolista colombiana. Juega en la posición de defensa de la selección nacional de fútbol colombiana y en San Diego Wave FC de la National Women's Soccer League.

## Carrera

### Selección nacional
Ha representado a Colombia en la Copa América Femenina 2018 en Chile y en los Juegos Panamericanos de 2019 en Perú, donde ganó la medalla de oro.

El 3 de julio de 2022 es convocada por el técnico Nelson Abadía para la Copa América Femenina 2022 a realizarse en Colombia.

### Participaciones en Copa América
| Copa                       | Sede     | Resultado    | Partidos | Goles |
| -------------------------- | -------- | ------------ | -------- | ----- |
| Copa América Femenina 2018 | Chile    | Cuarto lugar |          |       |
| Copa América Femenina 2022 | Colombia | Subcampeona  |          |       |

#### Goles internacionales
| N.º | Fecha                   | Sede                                                    | Rival     | Marcador | Resultado | Competición            |
| --- | ----------------------- | ------------------------------------------------------- | --------- | -------- | --------- | ---------------------- |
| 1   | 27 de noviembre de 2017 | Polideportivo de Pueblo Nuevo, San Cristóbal, Venezuela | Venezuela | 1–0      | 1–0       | Amistoso internacional |
| 2   | 7 de abril de 2023      | Stade Gabriel Montpied, Clermont-Ferrand, Francia       | Francia   | 1–0      | 2–3       | Amistoso internacional |

### Clubes
| Club                   | País     | Año         |
| ---------------------- | -------- | ----------- |
| Atlético Bucaramanga   | Colombia | 2017 - 2018 |
| Independiente Medellín | Colombia | 2019        |
| Junior de Barranquilla | Colombia | 2020        |
| América de Cali        | Colombia | 2021 - 2022 |
| Pachuca                | México   | 2022        |
| América de Cali        | Colombia | 2023        |

## Palmarés

### Torneos internacionales
| Título                 | Equipo                         | Sede                | Año  |
| ---------------------- | ------------------------------ | ------------------- | ---- |
| Copa Libertadores 2024 | Corinthians (Brasil)           | Asuncion (Paraguay) | 2024 |
| Juegos Panamericanos   | Selección femenina de Colombia | Perú                | 2019 |

### Distinciones individuales
| Distinción                                 | Año  |
| ------------------------------------------ | ---- |
| Once ideal Copa Libertadores Femenina 2020 | 2021 |

| Distinción                                 | Año  |
| ------------------------------------------ | ---- |
| Once ideal Copa Libertadores Femenina 2023 | 2023 |

## Vida personal
En 2019, Daniela Arias hizo parte del reality show colombiano Desafío 2019: Súper Regiones haciendo parte del equipo de los santandereanos.